# Mary Lambert
Mary Lambert (* 30. Oktober 1951 in Helena, Arkansas) ist eine US-amerikanische Regisseurin.

## Leben
Lambert wurde vor allem durch ihre Musikvideos für die Sängerin Madonna bekannt. Ihr bekanntester Spielfilm ist Friedhof der Kuscheltiere. Seit 1977 realisierte sie mehr als 40 Film- und Fernsehprojekte sowie Videoprojekte. 
Ihre Schwester ist die US-Senatorin Blanche Lincoln aus dem US-Bundesstaat Arkansas.
Im Jahr 2022 wurde sie in die Academy of Motion Picture Arts and Sciences (AMPAS) berufen, die alljährlich die Oscars vergibt.

## Filmografie (Auswahl)
- 1987: Siesta
- 1989: Friedhof der Kuscheltiere (Pet Sematary)
- 1989: Geschichten aus der Gruft (Tales from the Crypt) (Fernsehserie, 1 Folge)
- 1991: Grand Isle
- 1992: Friedhof der Kuscheltiere II (Pet Sematary II)
- 1999: Clubland
- 2000: Die eiskalte Clique (The In Crowd)
- 2001: Halloweentown II (Halloweentown II: Kalabar’s Revenge)
- 2005: Düstere Legenden 3 (Urban Legends: Bloody Mary)
- 2011: Mega Python vs. Gatoroid
- 2023: Best. Christmas. Ever!

## Videos
Für Madonna:
- 1984: Borderline
- 1984: Like a Virgin
- 1984: Material Girl
- 1987: La Isla Bonita
- 1989: Like a Prayer

Für Janet Jackson:
- 1986: Nasty
- 1986: Control

Für Mötley Crüe:
- 1990: Without You
- 1990: Don’t Go Away Mad, Just Go Away